# Cenas da escravidão
Cenas da escravidão foi uma poesia de cunho abolicionista escrita por Rodolfo Gustavo da Paixão aos vinte anos, quando ele ainda frequentava os bancos da academia militar e era militante das campanhas abolicionista e republicana. Foi publicada em 1882 com o objetivo de arrecadar fundos para a libertação de uma escrava.
Este poema descreve uma noite tranquila na natureza. O poeta encontra um escravo cantando tristemente em um barco. O escravo conta sua história de sofrimento, tendo falecido sua mãe e querendo se despedir de sua irmã antes de partir. O poeta sente compaixão pelo sofrimento do escravo e o acompanha no barco.